# Łozowiki (rejon szarkowszczyński)
Łozowiki (biał. Лазовікі; ros. Лозовики) – wieś na Białorusi, w obwodzie witebskim, w rejonie szarkowszczyńskim, w sielsowiecie Hermanowicze.

## Historia
W czasach zaborów wieś w powiecie dzisieńskim, w guberni wileńskiej Imperium Rosyjskiego.
W latach 1921–1945 wieś, następnie kolonia leżała w Polsce, w województwie wileńskim, w powiecie dziśnieńskim, w gminie Hermanowicze.
Według Powszechnego Spisu Ludności z 1921 roku zamieszkiwało tu 71 osób, 70 było wyznania rzymskokatolickiego a 1 prawosławnego. Jednocześnie 26 mieszkańców zadeklarowało polską a 45 białoruską przynależność narodową. Było tu 12 budynków mieszkalnych. W 1931 w 18 domach zamieszkiwało 96 osób.
Wierni należeli do parafii rzymskokatolickiej w Hermanowiczach i prawosławnej w Łużkach. Miejscowość podlegała pod Sąd Grodzki w Łużkach i Okręgowy w Wilnie; właściwy urząd pocztowy mieścił się w Hermanowiczach.
W wyniku napaści ZSRR na Polskę we wrześniu 1939 miejscowość znalazła się pod okupacją sowiecką. 2 listopada została włączona do Białoruskiej SRR. Od czerwca 1941 roku pod okupacją niemiecką. W 1944 miejscowość została ponownie zajęta przez wojska sowieckie i włączona do Białoruskiej SRR.
Od 1991 w składzie niepodległej Białorusi.